# Usträngsbotarmen
Usträngsbotarmen är en sjö i Surahammars kommun i Västmanland och ingår i Norrströms huvudavrinningsområde. Sjön har en area på 0,0596 kvadratkilometer och ligger 103,1 meter över havet.

## Delavrinningsområde
Usträngsbotarmen ingår i det delavrinningsområde (662444-151928) som SMHI kallar för Mynnar i Kolbäcksåns vattendragsyta. Medelhöjden är 98 meter över havet och ytan är 56,87 kvadratkilometer. Det finns inga avrinningsområden uppströms utan avrinningsområdet är högsta punkten. Nybrobäcken som avvattnar avrinningsområdet har biflödesordning 4, vilket innebär att vattnet flödar genom totalt 4 vattendrag innan det når havet efter 165 kilometer. Avrinningsområdet består mestadels av skog (79 procent) och sankmarker (11 procent). Avrinningsområdet har 1,52 kvadratkilometer vattenytor vilket ger det en sjöprocent på 2,7 procent.